# Lockheed Martin Missiles and Fire Control
Lockheed Martin Missiles and Fire Control (MFC) – jedna sześciu spółek korporacji Lockheed Martin prowadzących działalność w zakresie systemów elektronicznych i rakietowych. MFC prowadzi programy badawczo-rozwojowe (R&D) i produkcję zaawansowanych systemów bojowych, pocisków rakietowych i rakiet oraz systemów kosmicznych dla klientów wojskowych. Zapewnia im także wsparcie posprzedażne dla US Army, US Navy, USAF, United States Marine Corps, NASA oraz kupców zagranicznych. Przedsiębiorstwo oferuje również produkty oraz usługi na rzecz cywilnego sektora przemysłu związanego z energią nuklearną.